# The Shadow (film, 1937)
The Shadow (även känd som The Circus Shadow) är en amerikansk mysteriefilm från 1937 i regi av Charles C. Coleman. I huvudrollerna ses Rita Hayworth, Charles Quigley och Marc Lawrence.

## Rollista i urval
- Rita Hayworth - Mary Gillespie
- Charles Quigley - Jim Quinn
- Marc Lawrence - Kid Crow
- Arthur Loft - Sheriff Jackson
- Dick Curtis - Carlos
- Vernon Dent - Dutch Schultz
- Marjorie Main - Hannah Gillespie
- Donald Kirke - Señor Martinet
- Dwight Frye - Vindecco
- Bess Flowers - Marianne
- Bill Irving - Mac
- Eddie Fetherston - Woody
- Sally St. Clair - Dolores
- Sue St. Clair - Rosa
- John Tyrrell - Mr. Moreno
- Beatrice Curtis - Mrs. Moreno
- Ann Doran - Miss Shaw